# Asferg
Asferg er en lille by 2 km øst for Nordjyske Motorvejs afkørsel <38> nordvest for Randers i Østjylland med 663 indbyggere  (2025). Byen ligger i Region Midtjylland og hører under Randers Kommune. Asferg er beliggende i Asferg Sogn.
Asferg blev i 2023 tildelt Region Midtjyllands Landsbypris på 150.000 kr.
I Asferg findes Asferg Kirke, der i 2001 magasinet Wallpaper kom ind på en 18. plads på magasinets Top 50 for Danmark. Magasinet beskrev kirken som yndig, og fremhævede en smuk kirkegård .
Asferg-stenen på Nationalmuseet blev i 1795 fundet nær Asferg.

## Faciliteter
- Asferg Skole er en lille skole med en enkelt klasse på 0. - 6. klassetrin. I 2025 havde skolen 92 elever[4]. Der er tilknyttet en skolefritidsordning til børn fra 0.-3. klasse. Der er pasningsgaranti for børn fra 0.-3. klasse.
- Børnehuset Svalereden er en institution med børn i alderen 0-6 år. I vuggestuen er der 12-20 børn. I børnehaven er der 25-40 børn [5].
- Plejecentret Terneparken består af 11 ældreboliger med kald, otte bostedspladser, 27 plejeboliger, en demensaflastningsplads og to almindelige aflastningspladser. Tilbuddet er målrettet personer under 65 med demens, senhjerneskader og psykiatriske diagnoser, hvor adfærden kræver specialiseret hjælp [6].
- Træningshuset benyttes af Purhus Idrætsforening og Asferg skole. Træningshuset [7] er en halv hal med en springgrav målrettet springgymnastik. Der er også en mindre spejlsal, et fitness center og spinning cykler. Det er muligt for privatpersoner at booke spejlsalen og/eller træningssalen på tidspunkter, hvor salene alligevel står ledige [8]
- I tilknytning til Træningshuset er der et Padel- og Multianlæg, der har åben alle ugens dage fra 06:00-23:00[9].
- Asferg Forsamlingshus bruges bl.a. til bankospil, høstfest, seniordans, dilettant, generalforsamlinger og private fester mv[10].
- Den gamle præstegårdslade i Asferg er restaureret og indrettet som historisk værksted[11].
- Der er en Min Købmand, tank anlæg og et pizzeria.
- 1 km øst for byen ligger Asferg genbrugsplads[12].

## Galleri
| - Asferg, 2025 - Kirkegården - Træningshuset - Padel og multibaner - Padelbaner |